# Onthophilus kamiyai
Onthophilus kamiyai är en skalbaggsart som beskrevs av Adachi 1930. Onthophilus kamiyai ingår i släktet Onthophilus och familjen stumpbaggar. Inga underarter finns listade i Catalogue of Life.